# Puerto la Cruz
Puerto la Cruz é uma cidade da Venezuela localizada no estado de Anzoátegui. Puerto la Cruz é a capital do município de Juan Antonio Sotillo.